# Plumbago
Plumbago Tourn. ex L., 1753 è un genere di piante appartenente alla famiglia delle Plumbaginaceae, volgarmente chiamate piombaggine.

## Descrizione

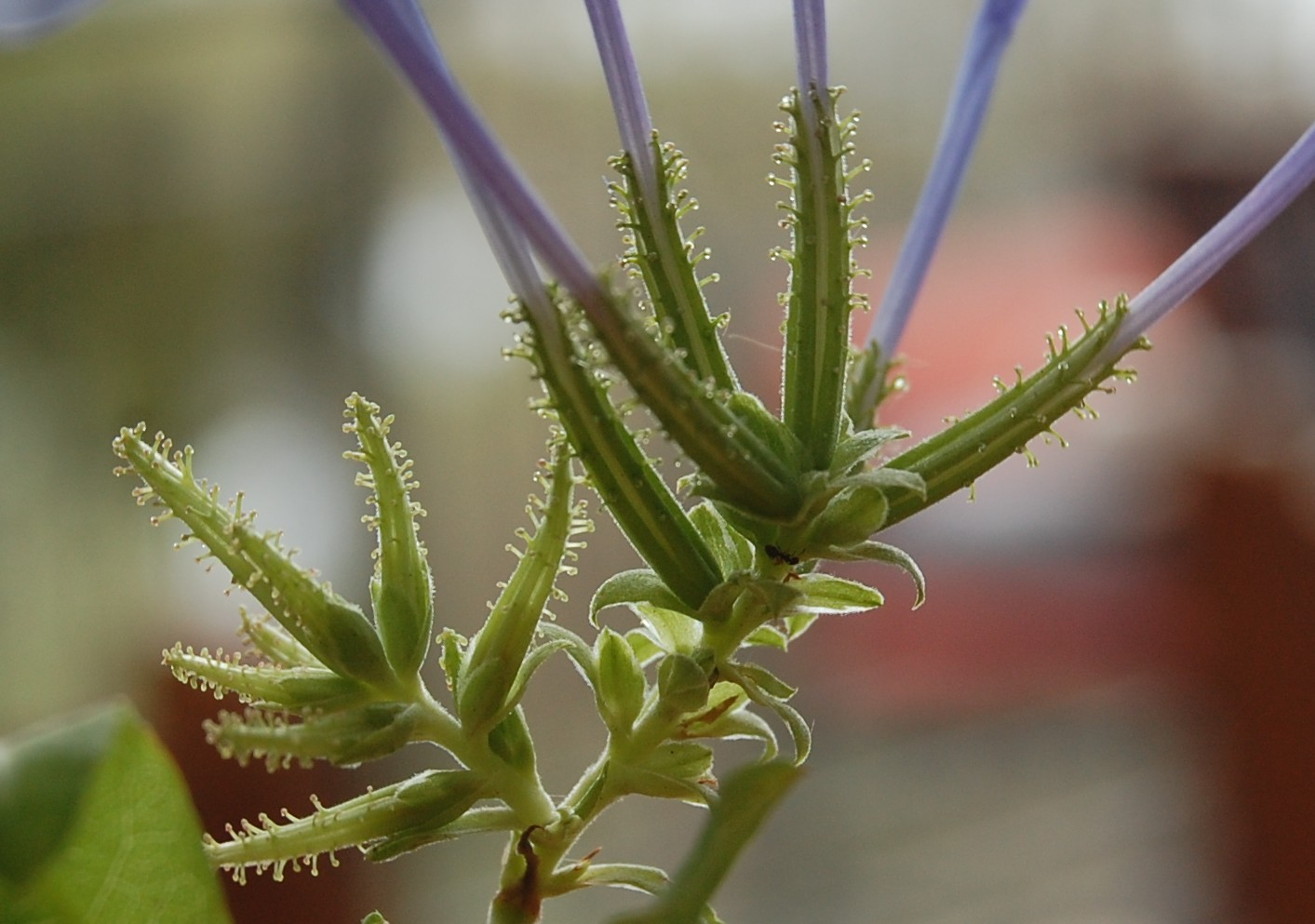
Plumbago sp.
Si noti la presenza di peli ghiandolari sui calici

Le specie di Plumbago possono essere cespugliose o rampicanti.
I fiori sono riuniti in infiorescenza a grappolo e sono di colore dal bianco al lilla.
Alcune specie possiedono dei peli ghiandolari sui sepali che ricordano strutturalmente i tentacoli di Drosera e Drosophyllum. La funzione di queste strutture non è ancora chiara. Secondo alcuni, essi aiutano la pianta nella dispersione dei semi, facendoli meglio aderire agli organismi deputati alla loro dispersione, altri invece notano che su alcune specie (per esempio Plumbago auriculata), rimangono intrappolati piccoli insetti striscianti. Ciò può significare che i tentacoli si siano evoluti per escludere gli insetti striscianti e favorire gli impollinatori volanti o forse per proteggersi dagli insetti predatori.

## Distribuzione e habitat
Il genere è diffuso nelle regioni tropicali e subtropicali del mondo intero, esclusa l'Australia. Il Plumbago auriculata, originario del Sudafrica, è stato introdotto in diverse parti del mondo, compresa l’Italia, dove ha trovato ampio utilizzo in giardini e parchi. È particolarmente apprezzato nelle zone a clima mediterraneo per la sua capacità di crescere in terreni ben drenati e la resistenza al caldo.
Tuttavia, essendo una specie alloctona, il suo impatto ecologico deve essere valutato attentamente. Le specie introdotte, infatti, possono competere con quelle native, alterando gli equilibri degli ecosistemi locali. Un’alternativa consigliata per i giardini italiani è il la piombaggine europea (Plumbago europaea), una specie autoctona diffusa nelle regioni mediterranee. Nonostante l'aspetto differisca dalla variante sudafricana, il Plumbago europaea è più adatto ai nostri ecosistemi, contribuendo alla conservazione della biodiversità locale senza rischiare di destabilizzare gli equilibri ecologici.

## Origine e significato del nome latino
Il nome Plumbago deriva dal latino "plumbum", che significa piombo, probabilmente per la colorazione grigiastra delle foglie di alcune specie o per una credenza antica che la pianta fosse utile nel trattamento dell'avvelenamento da piombo. L'epiteto "auriculata" si riferisce alla forma delle piccole foglie che si trovano alla base dei fiori, simili a orecchie. Nel linguaggio dei fiori, il plumbago simboleggia l'amore sincero e la fedeltà, riflettendo la sua natura rampicante e tenace. Questa pianta è spesso scelta non solo per la sua bellezza, ma anche per la sua capacità di ricoprire con eleganza superfici verticali, creando suggestivi angoli fioriti in parchi e giardini.

## Tassonomia
Il genere comprende le seguenti specie:
- Plumbago africana (Lam.) Christenh. & Byng
- Plumbago amplexicaulis Oliv.
- Plumbago aphylla Bojer ex Boiss.
- Plumbago arabica (Boiss.) Christenh. & Byng
- Plumbago auriculata Lam.
- Plumbago ciliata Engl. ex Wilmot-Dear
- Plumbago caerulea Kunth
- Plumbago ciliata Engl. ex Wilmot-Dear
- Plumbago dawei Rolfe
- Plumbago europaea L.
- Plumbago glandulicaulis Wilmot-Dear
- Plumbago hunsbergensis van Jaarsv., Swanepoel & A.E.van Wyk
- Plumbago indica L.
- Plumbago madagascariensis M. Peltier
- Plumbago montis-elgonis Bullock
- Plumbago pearsonii L. Bolus
- Plumbago pendula (Kuntze) Christenh. & Byng
- Plumbago pulchella Boiss.
- Plumbago socotrana (Balf.f.) ined.
- Plumbago stenophylla Wilmot-Dear
- Plumbago tristis Aiton
- Plumbago wissii Friedr.
- Plumbago zeylanica L.

## Propagazione
Si possono propagare attraverso talea semilegnosa. Oppure tramite la semina.

## Galleria d'immagini

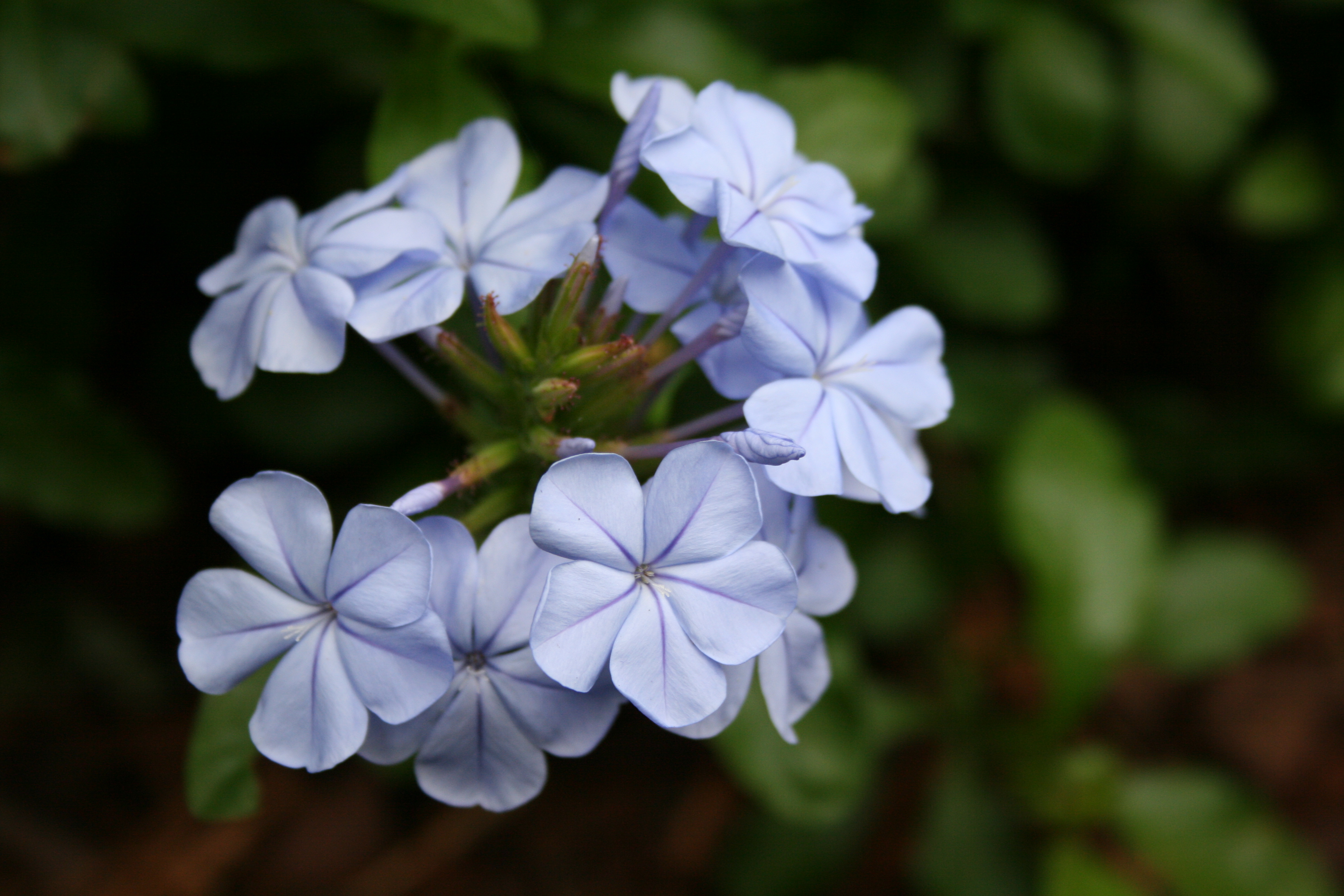
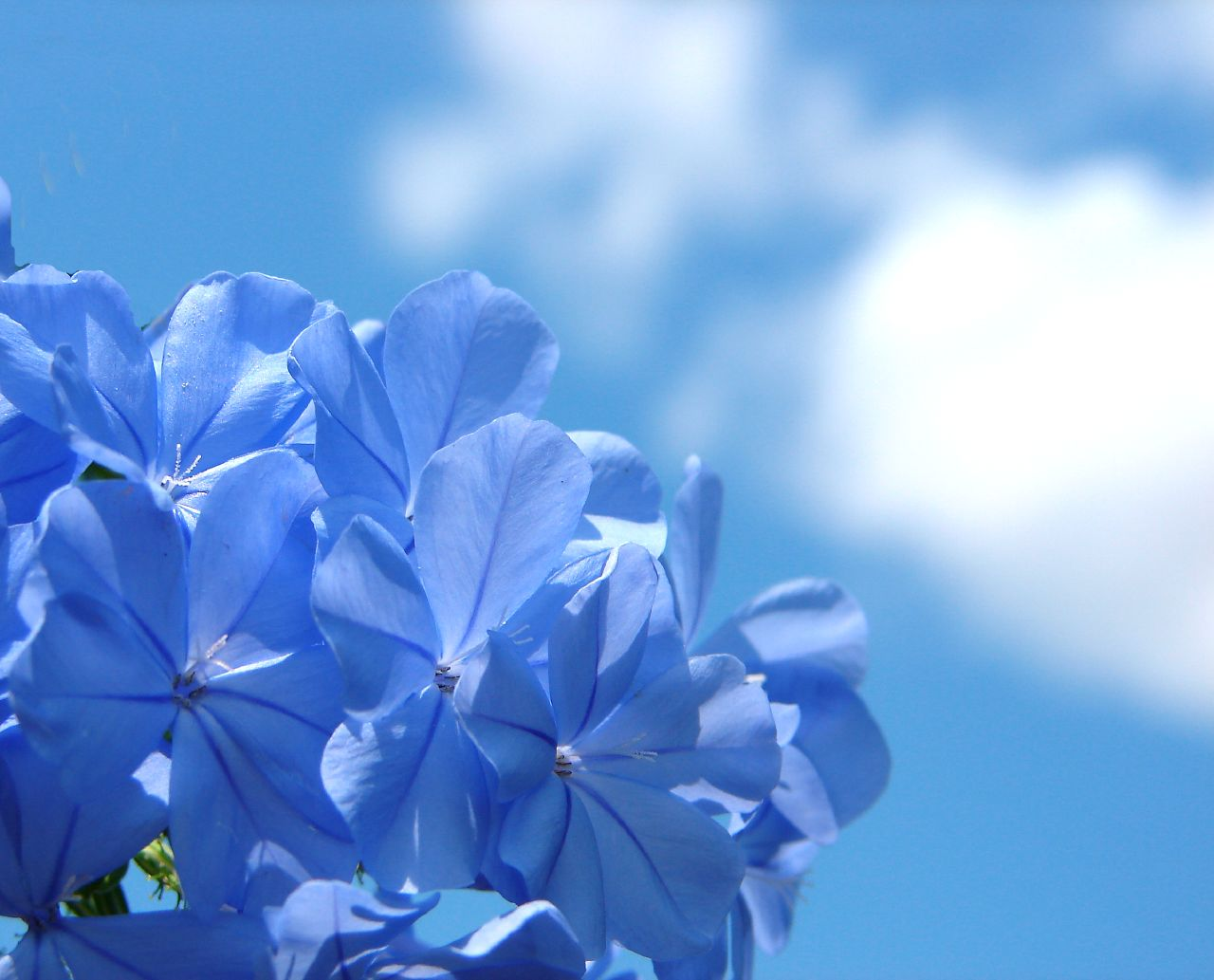
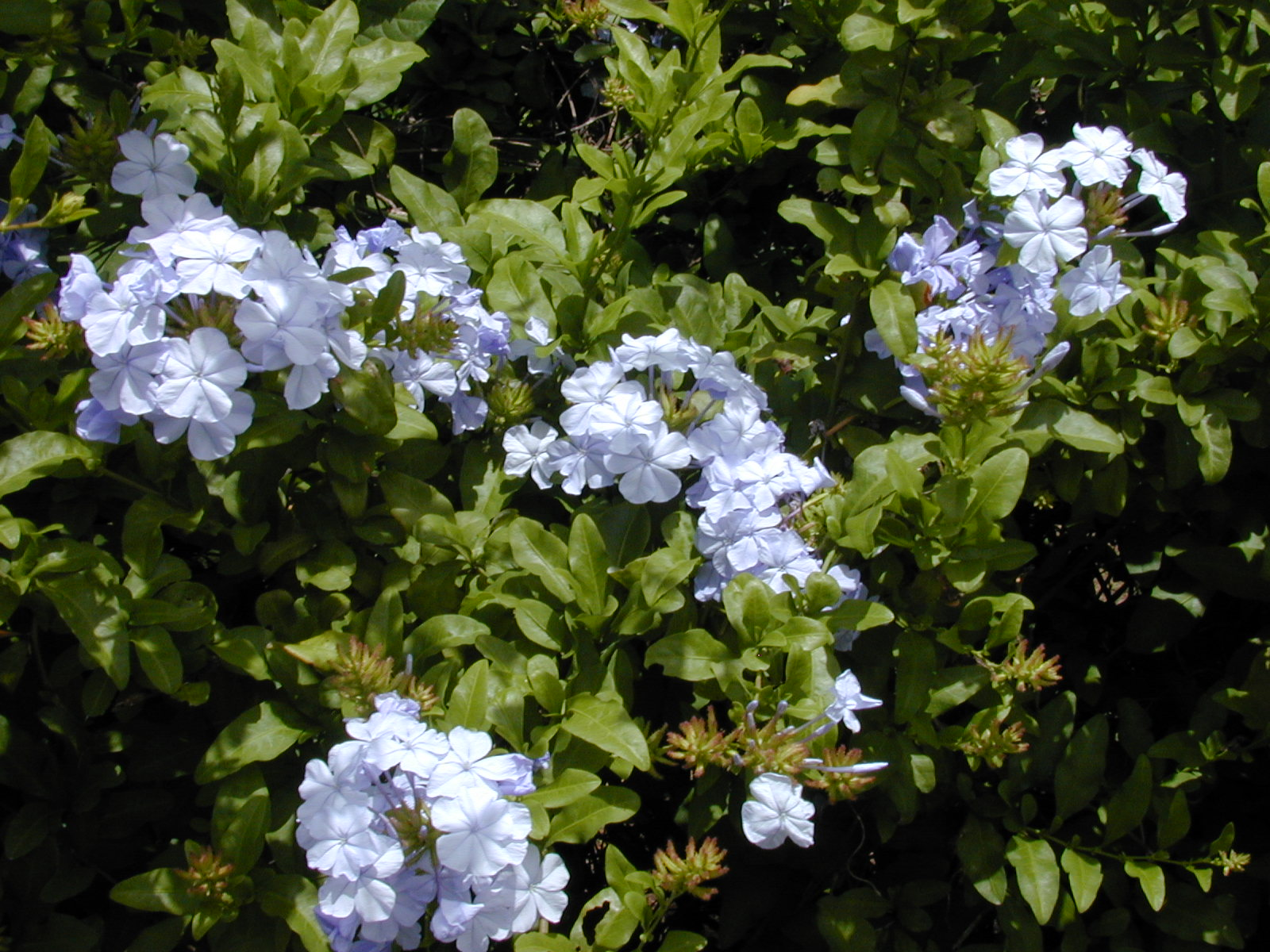
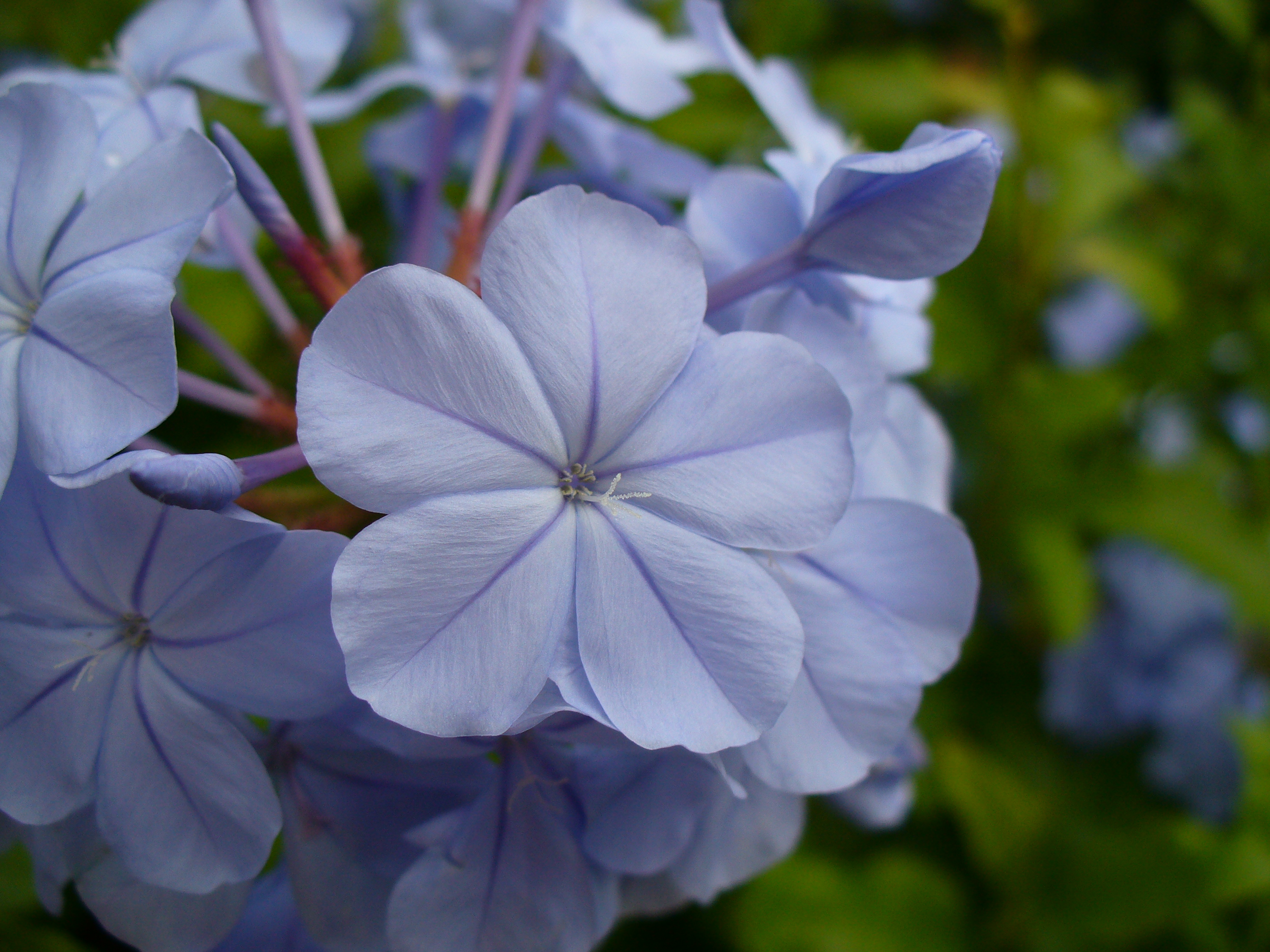